# Frankie Drake Mysteries
Frankie Drake Mysteries ou Frankie Drake : Détective privée au Québec, est une série télévisée dramatique canadienne en 41 épisodes de 43 minutes créée par Carol Hay et Michelle Ricci, diffusée du 6 novembre 2017 au 8 mars 2021 sur le réseau CBC.
En France, la série est diffusée depuis le 1er mars 2019 sur France Ô, et au Québec, depuis le 18 septembre 2019 sur Prise 2.

## Synopsis
Frankie Drake, première femme détective privée à Toronto, dans les années 1920, enquête avec l'aide de son associée Trudy Clarke,. Elles sont épaulées, dans leurs enquêtes, par Mary Shaw, une officière de la moralité, et par Flo Chakowitz, assistante à la morgue de Toronto.

## Distribution

### Principaux
- Lauren Lee Smith (VF : Laura Préjean) : Frankie Drake
- Chantel Riley (VF : Soleïma Arabi) : Trudy Clarke
- Rebecca Liddiard (en) (VF : Elsa Bougerie) : Mary Shaw
- Sharron Matthews (VF : Véronique Augereau) : Flo Chakowitz

### Récurrents
- Grace Lynn Kung (VF : Isabelle Noérie) : Wendy Quon
- Wendy Crewson (VF : Marie Bouvier) : Nora Drake
- Karen Robinson (VF : Marie Lenoir) : Mildred Clarke
- Emmanuel Kabongo (VF : Namakan Koné) : Moses Page
- Steve Lund (VF : Jean-François Cros) : Ernest Hemingway
- Romaine Waite (en) (VF : Raphaël Cohen) : Bill Peters
- Anthony Lemke : l'inspecteur Grayson

 Source et légende : version française (VF) sur RS Doublage

## Production
La série a été créée par Carol Hay et Michelle Ricci; les deux femmes ont également participé à l'écriture et à la production de la série Les Enquêtes de Murdoch,.
La série a été renouvelée pour une deuxième saison de dix épisodes le 5 avril 2018 puis pour une troisième saison de dix épisodes le 25 mars 2019.
Le 28 février 2021, l'annulation de la série est annoncée par les actrices principales.

## Épisodes

### Première saison (2017-2018)
Épisode 1 : Perle Rare (Mother of Pearl)
- Réalisation : Ruba Nada
- Scénario : Carol Hay / Michelle Ricci

Frankie s'associe à un allié inattendu alors qu'elle est suspectée d'un vol ressemblant au travail de son père décédé.

Épisode 2 : L'union fait la force (Ladies in Red)
- Réalisation : Ruba Nada
- Scénario : Cal Coons

Frankie et Trudy se font embaucher par un propriétaire d'usine afin d'enquêter sur les communistes qui travaillent pour lui.

Épisode 3 : Le Mystère de la malle (Summer in the City)
- Réalisation : Norma Bailey
- Scénario : Carol Hay

Frankie enquête parmi l'élite de Toronto après la découverte d'un corps.

Épisode 4 : Une voix divine (Healing Hands)
- Réalisation : Sudz Sutherland
- Scénario : Andrew Burrows-Trotman

Frankie enquête dans le milieu du jazz alors que Trudy met à l'abri la fille d'un prédicateur.

Épisode 5 : Hors-champ (Out of Focus)
- Réalisation : Sudz Sutherland
- Scénario : John Callaghan

Frankie et Trudy s'immiscent dans le monde glamour du cinéma afin de résoudre un meurtre commis sur un plateau de cinéma muet.

Épisode 6 : Frères ennemis (Whisper Sisters)
- Réalisation : Leslie Hope
- Scénario : Adrianna Maggs

Après une fusillade blessant le fils d'une amie, l'enquête de Frankie et Trudy les conduit dans le monde dangereux du trafic d'alcool.

Épisode 7 : Les Liens du sang (Ties That Bind)
- Réalisation : Eleanore Lindo
- Scénario : Carol Hay

Mary recrute Frankie et Trudy pour trouver un enseignant disparu, leur enquête leur fera découvrir les secrets de famille de Mary.

Épisode 8 : L'Aviateur (The Pilot)
- Réalisation : Alanis Smithee
- Scénario : Carol Hay / Michelle Ricci

Lors de leur jour de repos, Frankie et Trudy sont témoins de la tentative de kidnapping du fils d'un célèbre aviateur.

Épisode 9 : Fantômes du passé (Ghosts)
Frankie enquête sur le meurtre d'un soldat et retrouve un ami traumatisé par la guerre.

Épisode 10 : Anastasia
Frankie est embauchée pour confirmer l'identité d'une jeune femme qui prétend être Anastasia, la célèbre princesse russe disparue et pour la protéger de ceux qui la veulent morte.

Épisode 11 : Secrets d'agents (Once Burnt Twice Spied)
Lorsque Frankie reçoit un appel mystérieux d'un espion britannique, Mary découvre comment elle et Trudy se sont rencontrées et comment s'est formée la Drake Private Detectives.

### Deuxième saison (2018)
Épisode 1 : The Old Switcheroo
Nora a un travail honnête au Toronto Museum, où elle fait la connaissance d'un vieil ennemi de sa fille.

Épisode 2 : Last Dance
Un homme diabétique est enlevé par erreur, alors qu'il a besoin d'un médicament inventé récemment, l'insuline. Frankie rencontre le détective Grayson.

Épisode 3 : Radio Daze
Le producteur d'une émission de radio locale essaie d'utiliser Mary comme couverture pour s'infiltrer dans une banque.

Épisode 4 : Emancipation Day
Marcus Garvey est en ville pour apporter son soutien à une collecte de fonds pour un orphelinat de filles noires. Il offre un travail à Trudy à Chicago. Flo et Mary se rendent dans un poste de police de New York.

Épisode 5 : Dressed to Kill
Lorsque l’on essaie de lui tirer dessus, Coco Chanel engage Frankie, car la police ne le prend pas au sérieux.

Épisode 6 : Extra Innings
Une joueuse de baseball est tuée en jouant, Frankie découvre que la femme était payée pour truquer la partie.

Épisode 7 : 50 Shades of Greyson
Mary soupçonne le détective Greyson de cacher des preuves et décide de l'espionner, mais se fait prendre.

Épisode 8 : Diamonds are a Gal's Best Friend
Frankie et Trudy enquêtent avec Nora sur le vol d'un célèbre diamant.

Épisode 9 : Dealer's Choice
Frankie et Trudie acceptent d'aider un jeune homme après le vol de sa montre de poche. Leur enquête les mène au casino de Bessie Starkman.

Épisode 10 : Now You See Her
Frankie enquête sous couverture comme assistante d'un magicien, lorsque le premier assistant meurt dans un numéro ayant mal tourné.

### Troisième saison (2019)
Le 25 mars 2019, la série a été renouvelée pour une troisième saison de dix épisodes qui est diffusée du 16 septembre au 2 décembre 2019.
1. No Friends Like Old Friends
2. Counterpunch
3. School Ties, School Lies
4. A Brother in Arms
5. Things Better Left Dead
6. Life on the Line
7. Out on a Limb
8. Ward of the Roses
9. A History of Violins
10. A Sunshine State of Mind

### Quatrième saison (2021)
Elle a été diffusée à partir du 4 janvier 2021.
1. Scavenger Hunt
2. Prince in Exile
3. The Girls Can't Help It
4. A Most Foiled Assault
5. Ghost in the Machine
6. The Guilty Party
7. Life is a Cabaret
8. Sweet Justice
9. Showstoppers
10. A Family Affair